# Carlos Bielicki
Carlos Bielicki (15 de mayo de 1940-9 de septiembre de 2024) fue un maestro internacional de ajedrez argentino, campeón mundial juvenil, abogado de profesión.

## Resultados destacados en competición
En 1958 ganó el campeonato juvenil de Argentina, por lo que participó al año siguiente, 1959, en el Campeonato mundial juvenil de ajedrez en Münchenstein (sin entrenador), donde alcanzó la victoria y la FIDE le otorgó el título de Maestro Internacional de ajedrez.
En 1960 terminó 11.° en Mar del Plata (ganaron Borís Spasski y Bobby Fischer). En 1961 ocupó la 7.ª posición en Mar del Plata (ganó Miguel Najdorf), empató el tercer puesto en el campeonato argentino y ganó el torneo KIM de Mar del Plata.
En 1965 terminó cuarto en Santiago de Chile (ganó Smyslov, seguido de Geller y Foguelman).
En 1966 se retiró de la práctica activa, inactividad que duró diez años.
En la lista de Elo de octubre de 2008 de la FIDE alcanzó los 2365 puntos, su mejor marca.